# Keijo Liinamaa
Keijo Antero Liinamaa (ur. 6 kwietnia 1929 w Mänttä, zm. 28 czerwca 1980 w Helsinkach) – fiński prawnik i urzędnik państwowy, minister (1970, 1971–1972), w 1975 premier Finlandii.

## Życiorys
Z wykształcenia prawnik. Pracował w centrali związkowej Suomen Ammattiliittojen Keskusjärjestö SAK, jako dyrektor w administracji swojej rodzinnej miejscowości i na wyższym stanowisku w resorcie pracy. Był okręgowym mediatorem w sprawach pracowniczych, a w latach 1965–1970 i 1979–1980 zajmował stanowisko krajowego mediatora, urzędnika państwowego pośredniczącego w sporach pracowniczych. W randze ministra wchodził w skład dwóch przejściowych rządów, którymi kierował Teuvo Aura. Od maja do lipca 1970 pełnił funkcje ministra sprawiedliwości oraz ministra w ministerstwie sprawiedliwości. Od października 1971 do lutego 1972 był ministrem pracy. Od czerwca do listopada 1975 sam sprawował urząd premiera w ramach kolejnego tymczasowego gabinetu. W latach 1973–1976 zasiadał w radzie miejskiej Helsinek.